# ملكية
| أنظمة الحكم الجمهورية: |
| جمهوريات رئاسية برئاسة تنفيذية منفصلة عن الهيئة التشريعية جمهوريات شبه رئاسية برئاسة تنفيذية ورئيس منفصل للحكومة يقود بقية السلطة التنفيذية، والذي يُعينه الرئيس ويكون مسؤولاً أمام الهيئة التشريعية جمهوريات برلمانية ذات رئيس شرفي وغير تنفيذي، وفيها يقود رئيس الحكومة السلطة التنفيذية ويعتمد على ثقة المجلس التشريعي جمهوريات يُنتخب أو يُسمى فيها رئيس للدولة وللحكومة من قبل الهيئة التشريعية وقد يخضع أو لا يخضع لثقة البرلمان جمهورية مستقلة عن المجلس، وفيها يكون فيها الرئيس أو حكومة المديرين على رأس الحكومة وتنتخبه الهيئة التشريعية، ولكنه مستقل عنها وغير مسؤول أمامها جمهورية ثِيُقراطية، وفيها يتمتع المرشد الأعلى بسلطة تنفيذية وتشريعية كبيرة |

| أنظمة الحكم الملكية: |
| ملكيات دستورية، مع عاهل شرفي وغير تنفيذي، وفيها يقود رئيس منفصل للحكومة السلطة التنفيذية ملكيات شبه دستورية، مع عاهل يتمتع بسلطة تنفيذية أو تشريعية كبيرة ملكيات مطلقة، وفيها تكون السلطة بيد العاهل |

| دول الحزب الواحد (جمهوريات من حيث المبدأ) دول ذات نظام المجلس العسكري: لجنة من القادة العسكريين تسيطر على الحكومة، دول عُلقت فيها الأحكام الدستورية الخاصة بالحكومة دول ذات حكومة مؤقتة: لا يوجد أي أساس دستوري محدد لأنظمتها الحالية الأقاليم التابعة أو الأماكن التي لا توجد بها حكومات |

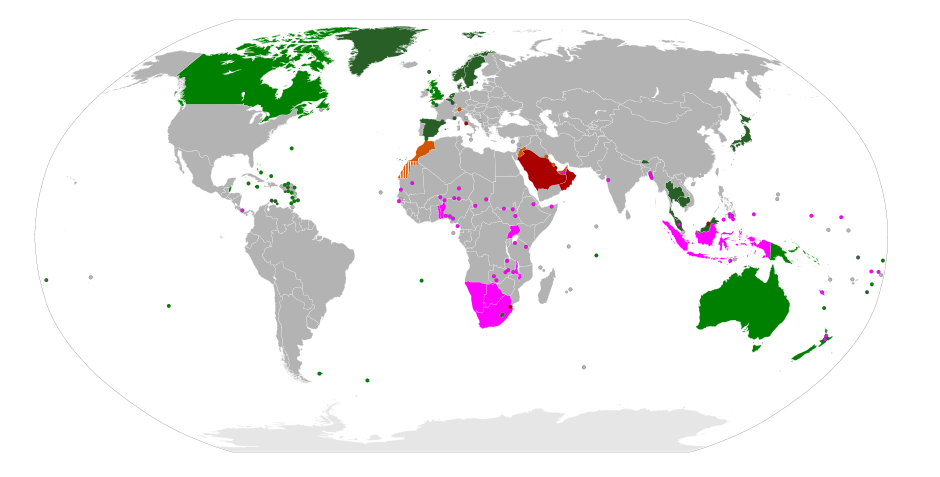
ملكية مطلقة
نصف ملكية دستورية
ملكية دستورية
دول الكومنولث
حكم ملكي في بعض الولايات

الملكية شكل من أشكال الحكم، يكون فيه (الملك) حاكمًا للمملكة حتى الموت أو التنازل عن العرش. تختلف قوة السلطة الحاكمة للملك من حيث نوع الملكية، فهناك ملكية رمزية متمثلة في الملكية الجمهورية، مثل المملكة المتحدة. وملكية مُقيَّدة متمثلة في الملكية الدستورية، مثل الكويت. وملكية مُستبدة متمثلة في الملكية المطلقة، وهي النوع الذي يجمع بين السلطات التنفيذية والتشريعية والقضائية، مثل السعودية. وفي معظم الأحيان تكون الملكية بالوراثة، ولكن تعتمد أنواع من الممالك في اختيار ملكها على الانتخاب، وتعلن عن ملكيته بنفسها. وعلى الرغم من أن الحكومة الأرستقراطية (حكومة النبلاء) ليست مرتبطة بشكل أصيل بالملكية، فهي مجموعة من الأشخاص الذين يختارون من بينهم ملكًا ليتولى زمام السلطة، ويشغل النبلاء المؤسسات الدستورية الأخرى ( مثل المحاكم)، ما يُكسب الملكية عناصر الحكومات الأوليغاركية.
يُمكن أن يكون للحكومة الملكية كيان سياسي مُحدد، سواء كحكومة ملكية فيدرالية أو كمملكة مركزية عن طريق تحالفات شخصية بين الملوك وبعضها، أو كمملكة خاضعه لقوة أكبر منها كإمبراطورية، ويُعلن عن سلطات وقوانين الحكومة الملكية ويتم الاعتراف بها من خلال عدة أوجه، كالشارات التي يحصل عليها الملك، والألقاب الملكية التي يظفر بها، فعلى سبيل المثال يُمكن أن يحمل الملوك ألقابًا مثل الملك أو الملكة أو الإمبراطور أو خان أو الخليفة أو القيصر أو السلطان، ويمكن ربط تلك الألقاب بأقاليم جغرافية مثل إمبراطور اليابان، أو تُربط بالشعوب مثل ملك البلجيكيين. والبديل الرئيسي للحكومة الملكية في العصر الحديث هي الجمهورية، بالرغم من وجود انتهاكات للمبادئ الأساسية للحكم الجمهوري، أو أن الرؤساء يتناقلون الحكم فيما بينهم بصبغة وراثية، ويُطلق على رؤساء الحكومات الجمهورية اسم الرئيس، أو أي لقب آخر حسب اختياره.
كانت الملكية أكثر أشكال الحكم شيوعًا في العالم حتى القرن العشرين، إذ كانت خمس وأربعون دولة في العالم تحت الحكم الملكي، بما في ذلك ست عشرة دولة ضمن تحالف رابطة الشعوب البريطانيّة، تخضع للحكم الدستوري للملكة إليزابيث الثانية. معظم الحكومات الملكية الحديثة حكومات دستورية، يحتفظ فيها الملك بدوره القانوني والشرفي، ويمارس السلطة السياسية بقدر محدود، أو قد لا يمارسها على الإطلاق بحكم الدستور الشعبي، ولكن في بعض الدول مثل بروناي والمغرب وسلطنة عمان وقطر والمملكة العربية السعودية وإسواتيني وتايلاند، يمتاز الملك بنفوذ سياسي كبير يتخطى كل مؤسسات الدولة الأخرى، وذلك عن طريق التقاليد الشعبية وتوريث المُلك، أو عن طريق الولاية الدستورية. سبقت الحكومات الملكية تاريخيًا بعض الأنظمة السياسية مثل الدول القومية وحتى الدول والاتحادات الإقليمية، فمن غير الضروري وجود القومية والدستور في ظل الحكم الملكي، نظرًا لوجود السلطة في يد فرد واحد (الملك)، يربط المؤسسات السياسة المختلفة والشرعية للمملكة بنفسه معًا، كأن السلطات اتحدت في صورة شخص واحد.

## أصل الكلمة
يعود أصل كلمة ملك إلى اللغة اللاتينية القديمة، التي ترجع بأصلها إلى اللغة اليونانية القديمة. وتعني باللغة اليونانية القديمة، الحاكم الوحيد. ولكن حاليًا تُشير كلمة ملك إلى نظام الحكم الوراثي، فالملكيات المنتخبة التي تعتمد في نظامها على الانتخاب الشعبي نادرة وقليلة جدًا.

## تاريخيًا
التسلسل الهرمي والطبقي للمجتمع معروف من عصور ما قبل التاريخ تحت اسم المشيخة أو زعيم القبيلة، فالمصطلح اليوناني (μοναρχία) والذي يُقصد به الملكية، استخدمه المؤرخ اليوناني القديم هيرودوت. أشار أيضًا المؤرخ اليوناني (بوليبيوس) في كتاباته إلى ثلاثة أنواع من الحكومات السوية الحميدة «الملكية، والأرستقراطية، والديمقراطية»، والتي تعارض ثلاثة أنواع أخرى من الحكومات الخبيثة الفاسدة «الطغيانية، والأوليغاركية، والدهماء أو الاستبدادية». وغالبًا ما تم تعريف سيد الحكومة الملكية في العصور القديمة على أنه ملك أو حاكم، أو ما يقابل تلك المصطلحات في اللغات القديمة والتي تختلف باختلاف الشعوب والتقاليد، فيطلق مثلًا عليه اسم أركون، أو باسيليوس، وتم استخدامه بواسطة اليونانين القدماء، أو طاغية، وذلك في الحكومات الاستبدادية. ومن الممكن أن يكون الحاكم سيدة فيُطلق عليها لقب الملكة. امتلك الملك في العصور القديمة بعض الهالات والوظائف القدسية، المرتبطة بالتضحية وتقديم القرابين، حتى إن بعض الشعوب اعتبرت الملوك أنفسهم من نسل الآلهة، وانتشرت تلك المعتقدات في مصر القديمة، وبلاد ما بين النهرين، والديانات الهندو-أوروبية.
وفي العصور الوسطى المسيحية ارتبط الأباطرة الرومان ببعض الجوانب المقدسة للديانة المسيحية وذلك باعتبارهم حماة للدين المسيحي، فاستمدوا من الملوك الجرمان مفهوم «الحق الإلهي للملوك». وفي العصور الحديثة اعتبر ملوك اليابان ونيبال أنفسهم آلهة حية.
اعتبر المؤرخ اليوناني (بوليبيوس) الحكومة الملكية كعنصر أساسي مكون للجمهورية، على الرغم من أن الملكية القديمة تعارض المجمهورية في الكثير من مبادءها، إذ تتمركز السلطة التنفيذية للدولة في يد المواطنين الأحرار وممثليهم وجمعياتهم المستقلة، واُلغيت في العصور القديمة بعض الحكومات الملكية في روما القديمة لصالح تلك الجمعيات المستقلة (تأسست الجمهورية الرومانية عام 509 ق.م)، والأمر نفسه في أثينا (تأسست الديمقراطية الأثينية عام 500 ق.م). بينما في العصور الجرمانية القديمة، اكتسب الملك هالة مُقدسة، فكان يتم انتخابه من بين أفراد العائلة الملكية المؤهلين للحكم من قِبل بعض القبائل، بينما كانت تُصدق عليه قبائل أخرى دون انتخاب.
تراجعت هذه «البرلمانية الحكومية» خلال العصور الوسطى الأوروبية، ولكنها ظلت موجودة بشكل ناجح في بعض التحالفات الإقليمية مثل (تحالف الكومنولث الأيسلندي، ومجلس الكانتون السويسري، والبلديات القروسطية، والتي نشأت من خلالها قوانين حقوق المدينة لأول مرة في العصور الوسطى. نشطت الحركة البرلمانية والأفكار المُعادية لسياسات الحكومة الملكية مرة أخرى عن طريق البرلمان الإنجليزي الذي اطاح بالحكومة الملكية ولو مؤقتًا عام 1649م، وتلتها الثورة الأمريكية عام 1776م، ثم الثورة الفرنسية عام 1789م. ومن أبرز معارضي تلك الحركات البرلمانية الممرضة الإنجليزية إليزابيث دوبان، والتي نشرت عام 1794 حوارًا خياليًا حول الولاء بين شخصيتين خياليتين هما ( كلارا نيفيل، ولويزا ميلز) ونص الحوار كالآتي «سخيفة لويزا، التي تؤمن بالحرية، وبتوماس بين (أحد ثوار الولايات المتحدة الأمريكية، ومن الآباء المؤسسين)، وبالولايات المتحدة الأمريكية. قالت كلارا ذلك وهي تصف موافقة الله للحكومة الملكية، وتأثير المرأة على الرجال». وكانت هذه السمة تميز القرن التاسع عشر، إذ انقسم الناس بين راديكاليين مناهضين للملكية، وآخرين داعمين لها.
تخلصت العديد من الدول في القرن العشرين من الحكومات الملكية، وأعلنت قيام الجمهوريات، خصوصًا في أعقاب الحرب العالمية الأولى والثانية. تسمى الدعوى لإرساء النظام الجمهوري باسم الجمهورية، بينما الدعوى لإرساء النظام الملكي باسم الملكية، وفي العصور الحديثة تنتشر الملكية على نطاق محدود في دول صغيرة.

## الحكومات الملكية الحالية
توجد اليوم 44 دولة، وما يقرب من نصف مليار نسمة في العالم تحت سيطرة الحكم الملكي، وتقسم كالآتي:

### تحالف إقليم الكومنولث
الملك تشارلز الثالث هو الملك الدستوري لتحالف إقليم الكومنولث، الذي يضم خمسة عشر دولة وإقليمًا، وهي ( أنتيغوا وباربودا، أستراليا، باهاماس، بليز، كندا، غرينادا، جاميكا، نيوزيلندا، بابوا غينيا الجديدة، سانت كيتيس ونفيس، سانت لوسيا، سانت فينسينت والغرينادين، جزر سليمان، توفالو، المملكة المتحدة الإنجليزية، وأيرلندا الشمالية).
نشأ هذا التحالف من الأمبراطورية البريطانية بعد تفككها لعدة دول، لكل منها سيادة مستقلة، ولكن يظل الملك تشارلز الثالث الحاكم لتلك البلاد، وعلى الرغم من ذلك فتلك الملكية خير مثال على الملكية الدستورية، إذ تتحدد سلطات الملك وفقًا للدستور أو قد يكون دورهُ شرفيًا كممثل في الأحتفالات والمناسبات. والملك هو رئيس الكنيسة الإنجليكانية الإنجليزية الرسمية بالمملكة المتحدة، لكن باقي دول التحالف لا تملك كنيسة رسمية خاصة بها.

### ممالك دستورية أوروبية أخرى
توجد بعض الدول الأوروبية التي تتمتع بحكم دستوري في ظل وجود الملك ذو الدور الشرفي المحدود، وهي (إمارة أندورا، مملكة بلجيكا، مملكة الدنمارك، دوقية لوكسمبورغ الكبرى، مملكة هولندا، مملكة النرويج، مملكة إسبانيا، مملكة السويد)، وتوجد كنيسة رسمية تمثل الديانة المسيحية كدين رئيسي لتلك البلاد، فممالك النرويج، والسويد، والدنمارك تتبع المسيحية البروتستانتية وخصوصًا المذهب اللوثري، بينما إمارة أندورا تتبع الكاثوليكية الرومانية. إسبانيا وبلجيكا وهولندا لا تملك ديانة رسمية، أما لوكسمبورغ وعلى الرغم من أن غالبيتها تتبع الرومانية الكاثوليكية، فيها خمس ديانات رسمية (الكاثوليكية الرومانية، البروتستانتية، الأرثوذكسية اليونانية، اليهودية، الإسلام)، وتتمتع كل ديانة منها بعدة مميزات، مثل دفع الدولة لرواتب رجال الدين لكل ديانة.
تُعد أندورا حكومة ملكية فريدة من نوعها بين كل الحكومات الملكية القائمة، ويشارك في حكمها رئيس فرنسا، وأسقف أبرشية أورغل، وبناء على هذا، تتمتع أندورا بشروط ملكية فريدة، فمثلًا لا يوجد أمير لها من أصل أندوري، ويُنتخب الأمير بواسطة شعب آخر غير شعب أندورا (كالشعب الفرنسي مثلًا)، لأن الشعب الأندوري لا يملك حق التصويت في أي انتخابات ولا حتى الانتخابات الفرنسية، ويُعين أسقف أبرشية أورغل بواسطة بابا الفاتيكان.

### ممالك أوروبية، للملك فيها صلاحيات كبيرة
توجد ممالك دستورية ولكن يحتفظ فيها الملك بصلاحيات دستورية كبيرة، مثل مملكة ليختشنتاين، وإمارة موناكو. أعطى استفتاء اُجري عام 2003 أمير ليختنشتاين سلطة الاعتراض على أي قانون ينصه البرلمان، والأمر سواء، فالبرلمان يستطيع الاعتراض على أي قرار أو قانون يتخذه الأمير، فلوَّح الأمير (لويس عام 2011 باستخدام حق النقض ضد الاستفتاء على قانون يبيح الإجهاض، ما أصاب الشعب بالدهشة لأنها كانت المرة الأولى التي يستخدم فيها الأمير تلك الصلاحية. ويمكن للأمير تعيين أو فصل أي عضو برلماني أو أي موظف حكومي، وبالرغم من ذلك فملكيته ليست مطلقة، ويمكن للشعب إجراء استفتاء لعزل الأمير.
يتمتع أمير موناكو بسلطات أقل من نظيره في ليختشنشتاين، ولا يمكنه فصل أو تعيين أي عضو برلماني أو موظف حكومي من منصبه، ولكن يُمكنه انتخاب رئيس الوزراء، ومستشاريه، والقضاة. ويتمتع أمير موناكو ألبرت الثاني، وأمير ليتخنشتاين هانس آدم الثاني بقوة كبيرة كبيرة من الناحية النظرية في دولهم الصغيرة، لكن تلك القوة ضئيلة مقارنة مع ملوك الدول الإسلامية، ولديهم أراض وشركات واستثمارات.

### الممالك الإسلامية
الممالك الإسلامية هي (المملكة الأردنية الهاشمية، بروناي، مملكة البحرين، الكويت، ماليزيا، الإمارات العربية المتحدة، سلطنة عمان، قطر، المملكة العربية السعودية، المملكة المغربية). ولدى رئيس الإمارات سلطات أكبر من نظيره في تحالف الكومنولوث، بينما يتمتع سلطان بروناي، وسلطان عمان، وأمير قطر، وملك السعودية بسلطات مطلقة. يتمتع الأمير في الكويت والبحرين بسلطة قوية وكبيرة، مع وجود هيئات تمثيلية أُخرى لها أدوار ضئيلة، تعتبر الملكيات في الأردن وماليزيا والمغرب ملكيات دستورية، مع العلم أن ملوكها يتمتعون بسلطات أكبر من نظرائهم في الممالك الدستورية الأوروبية.